# Deutsche Basketballmeisterschaft der Frauen 1962
Das Endspiel um die 16. Deutsche Basketballmeisterschaft der Frauen 1962 fand am 21. Mai 1962 in Wiesbaden statt, die Teilnehmer wurden nach dem Regelwerk aus dem Jahr 1959 im K.-o.-System ermittelt. Dabei setzte sich der TV Groß-Gerau durch und besiegte den Titelverteidiger Turnverein Augsburg mit 57:53. Der TV Groß-Gerau qualifizierte sich als deutscher Meister für den Europapokal der Landesmeister 1962/63.